# Onthophagus privus
Onthophagus privus är en skalbaggsart som beskrevs av Kabakov 1998. Onthophagus privus ingår i släktet Onthophagus och familjen bladhorningar. Inga underarter finns listade i Catalogue of Life.